# Araeoscelis
Araeoscelis is een geslacht van uitgestorven diapside reptielen uit het Vroeg-Perm. Het behoort tot de familie Araeoscelidae uit de orde Araeoscelida.
Fossielen van Araeoscelis zijn gevonden in de Amerikaanse staat Texas en zijn ongeveer 270 miljoen jaar oud. Araeoscelis leefde in de moerasbossen die destijds in het gebied lagen samen met onder andere grote roofdieren als Dimetrodon en Eryops en plantenetende dieren als Edaphosaurus.
Araeoscelis was ongeveer zestig centimeter lang. Het dier had een hagedisachtig uiterlijk met een lange nek, dunne renpoten en een lange staart. Araeoscelis was waarschijnlijk een actieve jager. De tanden wijzen er op dat dit dier een meer gespecialiseerd dieet had dan zijn voorganger Petrolacosaurus uit het Laat-Carboon. De tanden van Araeoscelis waren groot en stomper en daarmee vermoedelijk erg geschikt voor het kraken van de pantsers van kevers, terwijl Petrolacosaurus met zijn puntige tanden meer een gegeneraliseerde insecteneter was.